# ラミー州
ラミー州（ラミーしゅう、フランス語：Région de la Mé）はコートジボワール共和国南東部のラギューヌ地方東部の州。
州都はアゾペ。
2014年の人口は約51.5万人。

## 地理
- 北東：インデニエ＝ジブアリン州
- 南東：南コモエ州
- 南西：アビジャン
- 西：アニェビ＝ティアサ州
- 北西：モロヌ州

## 行政区画
- Adzopé
- Akoupé
- Alépé
- Yakassé-Attobrou